# Parafodina ectrogenia
Parafodina ectrogenia là một loài bướm đêm trong họ Noctuidae.